# Queens Park Rangers FC
Queens Park Rangers FC (ofta kallad bara QPR) är en professionell fotbollsklubb i västra London i England. Klubben i dess nuvarande form bildades 1886 genom sammanslagning av klubbarna Christchurch Rangers (grundad 1882) och St Jude's (grundad 1884). Klubben anger 1882 som året den grundades. Queens Park Rangers största meriter är segern i ligacupen säsongen 1966/67 samt andraplatsen i dåvarande högstadivisionen First Division säsongen 1975/76.
Klubben spelar sedan säsongen 2015/2016 i Championship, efter att dessförinnan ha blivit nedflyttad från Premier League två gånger på tre år.

## Historia

Klubbens ligaplaceringar från och med 1920.

Klubben grundades 1882 som Christchurch Rangers, som fyra år senare slog sig samman med St Jude's och ändrade namn till Queens Park Rangers. Namnet kommer från området Queen's Park i London. Klubben blev professionell 1889 och gick med i Southern League. 1920 blev Queens Park Rangers medlem i The Football League. Första säsongen slutade med en tredjeplats i division tre. Efter att ha spelat på flera olika arenor genom åren flyttade klubben 1933/34 till sin nuvarande hemmaarena Loftus Road.
1966/67 vann QPR division tre och blev även första division tre-klubb att vinna Ligacupen när laget besegrade West Bromwich Albion med 3–2 på Wembley. 1968 gick klubben upp i division ett för första gången, men kom sist i serien och fick tillbringa fyra säsonger i division två innan laget 1973 åter tog steget upp i division ett.
Dave Sexton anställdes som tränare 1974 och säsongen 1975/76 nådde klubben sin högsta placering någonsin; en andraplats i division ett, en poäng efter Liverpool. Laget var obesegrat på hemmaplan och innehöll spelare som Gerry Francis och Stan Bowles. Följande säsong gick laget till kvartsfinal i Uefa-cupen. 1977 flyttade Dave Sexton till Manchester United och två år senare ramlade QPR ned i division två. Phil Parkes blev världens dyraste målvakt när han såldes till West Ham för 565 000 pund. Klubben sålde även 19-årige anfallaren Clive Allen till Arsenal för en miljon pund.
I oktober 1980 anställdes Terry Venables som tränare, som 1982 tog laget till final i FA-cupen för första gången – som vanns av Tottenham Hotspur efter omspel (1–1 i första mötet). Denna säsong blev Queens Park Rangers första lag i England att lägga konstgräs på sin hemmaplan. 1983 var Queens Park Rangers tillbaka i division ett. Laget kom på femte plats säsongen 1983/84, men därefter flyttade Terry Venables till Barcelona,
1986 nådde laget final i Ligacupen under Jim Smiths ledning. Det blev dock förlust mot Oxford United på Wembley. Under säsongen 1987/88 toppade QPR ligan ett tag, men till slut slutade laget på femte plats. Efter sju säsonger med konstgräs gick klubben i april 1988 tillbaka till gräs. I december 1988 lämnade Jim Smith klubben för Newcastle United. Han ersattes tillfälligt av Peter Shreeves innan Trevor Francis tog över som spelande tränare.
Francis lämnade klubben i november 1990 som ersattes av Don Howe, och senare Bobby Gould, innan Gerry Francis blev ny tränare sommaren 1991. QPR slutade i mitten av tabellen 1991/92 och kom på femte plats i den nystartade Premier League 1992/93. QPR blev därmed bästa Londonklubb i ligan. Francis ledde laget till nionde plats säsongen 1993/94, men hösten 1994 lämnade han klubben för Tottenham och ersattes av den 38-årige lagkaptenen Ray Wilkins.
Efter att 1995 ha sålt målskytten Les Ferdinand till Newcastle för sex miljoner pund slutade säsongen 1995/96 med nedflyttning till andradivisionen. Flera framgångslösa tränarbyten följde därefter, och QPR degraderades till tredje högsta divisionen vid millennieskiftet. På grund av ekonomiska problem förbjöds QPR att värva spelare under säsongen 2001/02. Efter tre säsonger i tredjedivisionen kunde QPR återavancera till The Championship.
2007 köptes klubben av Formel 1-profilerna Flavio Briatore och Bernie Ecclestone, varefter laget vann The Championship och var åter i högsta divisionen för första gången på 15 år. Inför återkomsten köpte den malajiska affärsmannen Tony Fernandes in sig som ny huvudägare. Klubben undvek med nöd och näppe nedflyttning säsongen 2011/12, men året efter kom laget sist och åkte ur. Laget tog därefter en fjärdeplats och vann kvalet till Premier League efter en dramatisk finalvinst på Wembley mot Derby County med 1–0, där målet kom i 90:e minuten. Säsongen 2014/15 åkte laget dock ur Premier League direkt.

## Spelare

### Truppen
| 1  | Frankrike | Paul Nardi     | 18 maj 1994      | Gent (-24)             |
| 13 | England   | Joe Walsh      | 1 april 2002     | Gillingham (-21)       |
| 32 | Brasilien | Matteo Salamon | 18 februari 2004 | Queens Park Rangers FC |

| 2  | Australien | Kealey Adamson     | 9 mars 2003       | Macarthur (-25)         |
| 3  | Irland     | Jimmy Dunne        | 19 oktober 1997   | Burnley (-21)           |
| 4  | Skottland  | Liam Morrison      | 7 april 2003      | Bayern Munich (-24)     |
| 5  | England    | Steve Cook         | 19 april 1991     | Nottingham Forest (-23) |
| 6  | England    | Jake Clarke-Salter | 22 september 1997 | Chelsea (-22)           |
| 27 | Senegal    | Amadou Mbengue     | 5 januari 2002    | Reading (-25)           |
| 28 | Brasilien  | Esquerdinha        | 28 februari 2006  | Fluminense (-25)        |
| 38 | Frankrike  | Ziyad Larkeche     | 19 september 2002 | Fulham (-23)            |

| 7  | Skottland  | Karamoko Dembélé    | 22 februari 2003  | Brest (-25)                  |
| 8  | England    | Sam Field           | 8 maj 1998        | West Bromwich Albion (-21)   |
| 10 | Marocko    | Ilias Chair         | 30 oktober 1997   | Lierse (-17)                 |
| 11 | Nordirland | Paul Smyth          | 10 september 1997 | Leyton Orient (-23)          |
| 17 | Ghana      | Kwame Poku          | 11 augusti 2001   | Peterborough United (-25)    |
| 20 | England    | Harvey Vale         | 11 september 2003 | Chelsea (-25)                |
| 21 | England    | Kieran Morgan       | 17 mars 2006      | Queens Park Rangers FC       |
| 24 | Danmark    | Nicolas Madsen      | 17 mars 2000      | Westerlo (-24)               |
| 25 | Australien | Jaylan Pearman      | 18 april 2006     | Perth Glory (-25)            |
| 34 | England    | Elijah Dixon-Bonner | 1 januari 2001    | Liverpool (-22)              |
| 37 | England    | Taylor Richards     | 4 december 2000   | Brighton & Hove Albion (-23) |
| 40 | Martinique | Jonathan Varane     | 9 september 2001  | Sporting Gijón (-24)         |

| 9  | Slovenien       | Žan Celar       | 14 mars 1999     | Lugano (-24)            |
| 12 | Schweiz         | Michael Frey    | 19 juli 1994     | Royal Antwerp (-24)     |
| 16 | Jamaica         | Rumarn Burrell  | 16 december 2000 | Burton Albion (-25)     |
| 22 | Elfenbenskusten | Richard Kone    | 15 juli 2003     | Wycombe Wanderers (-25) |
| 26 | Algeriet        | Rayan Kolli     | 10 februari 2005 | Queens Park Rangers FC  |
| 36 | England         | Emmerson Sutton | 28 december 2006 | Queens Park Rangers FC  |

Not: Spelare i kursiv stil är inlånade.

### Utlånade spelare
| Nr | Land      | Pos | Namn                                                    |
| -- | --------- | --- | ------------------------------------------------------- |
| -  | England   | MV  | Murphy Cooper (i Barnsley till 30 juni 2026)            |
| -  | Brasilien | F   | Hevertton Santos (i Gil Vicente F.C. till 30 juni 2026) |

| Nr | Land    | Pos | Namn                                                 |
| -- | ------- | --- | ---------------------------------------------------- |
| -  | England | A   | Alfie Lloyd (i Leyton Orient F.C. till 30 juni 2026) |
| -  | England | A   | Rohan Vaughan (i Dundalk till november 2025)         |

### Queens Park Rangers FC 'All Time XI'
2008 röstade Queens Park Rangers fans fram sin starkaste elva genom tiderna.
| - Phil Parkes (1970–79) - Dave Clement (1965–79) - Alan McDonald (1981–97) - Paul Parker (1987–91) | - Ian Gillard (1968–82) - Trevor Sinclair (1993–98) - Stan Bowles (1972–79) - Gerry Francis (1968–79 and 1981–82) | - Dave Thomas (1972–77) - Les Ferdinand (1987–95) - Rodney Marsh (1966–72) |

## Meriter
- Premier League och dess föregångare (högsta nivån)
  - Tvåa (1975/76)
- Football League Championship och dess föregångare (näst högsta nivån)
  - Etta (1982/83, 2010/11)
  - Tvåa (1967/68, 1972/73)
  - Playoff-vinnare (2013/14)
- Football League One och dess föregångare (tredje högsta nivån)
  - Etta (1947/48, 1966/67)
  - Tvåa (1946/47, 2003/04)
- FA-cupen
  - Tvåa (1981/82)
- Engelska Ligacupen
  - Etta (1966/67)
  - Tvåa (1985/86)
- FA Community Shield och dess föregångare
  - Tvåa (1908/09, 1912/13)